# Толстиково (Меленковский район)
Толстиково — деревня в России, в Меленковском районе Владимирской области, входит в состав Ляховского сельского поселения.

## География
Село расположено в 13 км на восток от районного центра Меленки и в 14 км на запад от села Ляхи.

## История
Впервые упомянута в писцовых книгах 1628-30 годов как приходская деревня Толстиково в приходе села Воютино, принадлежавшая помещику Всеволоцкому. 
До революции крупная деревня Ляховской волости Меленковского уезда. Население в 1897 году — 1 235 чел.
В годы Советской власти центр Толстиковского сельсовета.
До 2009 года в деревне действовала Толстиковская основная общеобразовательная школа

## Население
| 1859 | 1897  | 1905  | 1926  | 2002 | 2010 | 2021 |
| ---- | ----- | ----- | ----- | ---- | ---- | ---- |
| 290  | ↗1235 | ↗1482 | ↗1533 | ↘294 | ↘267 | ↘213 |

## Инфраструктура
В деревне имеются дом культуры, библиотека, фельдшерско-акушерский пункт, магазин.

## Известные люди
В деревне родились: Герой Советского Союза Иван Паршин, полный кавалер ордена Славы Иван Рябышев, депутат Госдумы нескольких созывов Геннадий Иванович Чуркин.